# Eliel Peretz
Eliel Peretz (hebräisch אליאל פרץ; * 18. November 1996 in Bat Jam) ist ein israelischer Fußballspieler auf der Position eines Mittelfeldspielers.

## Karriere

### Verein
Eliel Peretz entstammt der Nachwuchsabteilung von Maccabi Tel Aviv. Am 2. März 2016 bestritt er beim 2:0-Pokalsieg gegen Hapoel Kfar Saba sein Profidebüt. In dieser Spielzeit 2015/16 bestritt er drei weitere Pflichtspiele und zur folgenden Saison 2016/17 wurde er endgültig in die erste Mannschaft befördert, kam aber nur sporadisch in 15 Pflichtspielen zum Einsatz.
Am 5. September 2017 wechselte er auf Leihbasis für die gesamte Spielzeit 2017/18 zum Ligakonkurrenten Bne Jehuda Tel Aviv. Sein Ligadebüt gab er vier Tage später (3. Spieltag) bei der 1:2-Auswärtsniederlage gegen Hapoel Haifa, als er in der Halbzeitpause für Stav Finish eingewechselt wurde. Sein erstes Tor erzielte er am 2. Dezember (12. Spieltag) beim 3:0-Heimsieg gegen den FC Bnei Sachnin. In der Folge etablierte er sich als Einwechselspieler und im Sommer 2018 kehrte mit einem Tor in 22 Ligaeinsätzen wieder zu Maccabi Tel Aviv zurück.
Dort hielt es ihn aber nicht lange, denn bereits am 16. September 2018 wechselte er in einem Leihgeschäft für die gesamte Saison 2018/19 zu Hapoel Hadera. Sein Debüt bestritt er am 24. September (4. Spieltag) beim 2:0-Heimsieg gegen Hapoel Haifa. Beim Verein aus der nordisraelischen Stadt Chadera gelang ihm rasch der Durchbruch als Stammspieler. Eine besondere Leistung gelang ihm am 30. Dezember 2018 (16. Spieltag) beim 3:0-Heimsieg gegen Maccabi Petach Tikwa, als er alle drei Treffer seiner Mannschaft vorbereiten konnte. Eine Woche später traf er beim 1:1 gegen Hapoel Haifa erstmals. Für Hapoel Hadera bestritt er in dieser Spielzeit 29 Ligaspiele, in denen er vier Tore erzielen und fünf weitere Treffer vorbereiten konnte.
Am 17. Juli 2019 wechselte er permanent zu Hapoel Hadera, wo er einen Zweijahresvertrag unterzeichnete. Trotz einer zwei Monate lang andauernden Verletzungspause erregte er in der Spielzeit 2019/20 mit einer starken Torquote Aufsehen. Bis zur Ligaunterbrechung aufgrund der COVID-19-Pandemie hatte er in 18 Ligaspielen acht Tore erzielt.
Am 19. Juni 2020 wurde der Wechsel von Eliel Peretz zum österreichischen Bundesligisten Wolfsberger AC bekanntgegeben, wo er zur Saison 2020/21 einen Zweijahresvertrag antrat. In zwei Spielzeiten kam er für die Kärntner zu 43 Bundesligaeinsätzen, in denen er elf Tore erzielte. Nach der Saison 2021/22 und dem Ende seines Vertrags verließ er den Klub.
Nach mehreren Monaten ohne Klub kehrte Peretz im Oktober 2022 in seine Heimat zurück und schloss sich Hapoel Haifa an. Nur eine Saison später spielte er in Zypern.

### Nationalmannschaft
Peretz debütierte im September 2016 gegen Liechtenstein für die israelische U-21-Auswahl. In jenem Spiel, das Israel mit 4:0 gewann, erzielte er auch sein erstes Tor für eine Nationalauswahl. Bis Oktober 2017 kam er zu sieben Einsätzen für die Mannschaft, in denen ihm drei Tore gelangen.